# Atanasildo Saldaña
Atanasildo José Saldaña Rey (Villa Soriano, 22 de octubre de 1821 - Salto, 6 de julio de 1889) fue un militar uruguayo, caudillo del Partido Colorado.

## Biografía
Nació el 22 de octubre de 1821 en Villa Soriano en el actual departamento de Soriano, Uruguay. En aquel entonces, el territorio uruguayo integraba el Reino Unido de Portugal, Brasil y Algarve como la provincia Cisplatina.
Su padre era Francisco Saldaña, un riograndense. Su madre era Manuela Rey, media hermana de los Gadea en la rama de los Comandantes Santiago Gadea (de los Treinta y Tres Orientales) y Miguel Bonifacio. Se casó en Salto con Mauricia Bravo con quien tuvo diez hijos nacidos entre 1849 y 1869.
Falleció en Salto el 6 de julio de 1889.

## La Guerra Grande
En 1842 es designado como Jefe Político del Departamento de Soriano el recientemente ascendido teniente coronel Melchor Pacheco y Obes quien se abocó inmediatamente a organizar la defensa de la ciudad de Mercedes.
En este momento se une Atanasildo Saldaña al bando de los colorados, poniéndose bajo las órdenes del Melchor Pacheco y Obes.
Tras la batalla de Arroyo Grande el 6 de diciembre de 1842 el bando de los colorados que era mandado por Fructuoso Rivera cae frente a las fuerzas de Manuel Oribe y las tropas coloradas se ven obligadas a regresar a Montevideo
Ya en la capital es destinado al Escuadrón Escolta de Gobierno, y sirviendo en la Segunda Compañía fue ascendido a Alférez de Línea en 1843. En 1844 sería ascendido a Teniente 1.º.
Participó en la batalla de India Muerta donde Fructuoso Rivera es vencido definitivamente y se pone sitio a Montevideo. Saldaña logra escapar y cruza la frontera hacia Brasil.
Más tarde, luego de la derrota en el Cerro de las Ánimas es capturado por el comandante oribista Marcos Neira y llevado como prisionero a la ciudad de El Salto.
Vencido y prisionero Saldaña hace buenas migas con el Comandante militar del Departamento, Diego Eugenio Lamas, quien lo nombra Comisario y lo destina a la recóndita zona de Arerunguá. Allí lo encontrará la paz de octubre de 1851.

## Triunvirato y tiempos de paz
Terminada la Guerra Grande se pone bajo las órdenes del Triunvirato. Luego, bajo la Presidencia de Pereira y con Lamas otra vez como Jefe Político del Salto es nombrado nuevamente Comisario de Policía.
Sin embargo, no ocupará el cargo pues fue elegido Alcalde Ordinario en abril de 1856.

## Baja del Ejército y Cruzada Libertadora
Sus constantes viajes a Entre Ríos hicieron sospechar al entonces Presidente Bernardo Prudencio Berro que Saldaña mantenía contacto con el general Venancio Flores, por eso Berro le dio de baja del Ejército a principios de 1863.
El 19 de abril de 1863, emulando la gesta de los Treinta y tres Orientales el general Flores cruza el Río Uruguay en lo que se denominó como una nueva Cruzada Libertadora. Atanasildo Saldaña figuraba como uno de los principales comandantes a las órdenes del general Flores.
El 12 de agosto de ese mismo año a bordo del vapor argentino Pampero y con armas cedidas por el 2.º Batallón de Línea bonaerense desembarcó y tomó por sorpresa el pueblo de Fray Bentos. Los oficiales y soldados del Gobierno que fueron hechos prisioneros fueron liberados inmediatamente, el mismo Saldaña dijo:
Creo que mi conducta al proceder así será apreciada por mis amigos y por todos los hombres de principios, cualquiera sea el proceder de nuestros enemigos.
Tras la batalla de Pedernal (donde tuvo un papel decisivo) se retiró a su estancia, donde fue capturado por el comandante gubernista Inocencio Benítez, quien recibió como recompensa un ascenso y una espada de honor. Capturado Saldaña junto con su padre fueron conducidos al Salto y allí permanecieron prisioneros en la Jefatura de ese Departamento hasta que Leandro Gómez se marchó hacia Paysandú.

## Sitio de Paysandú

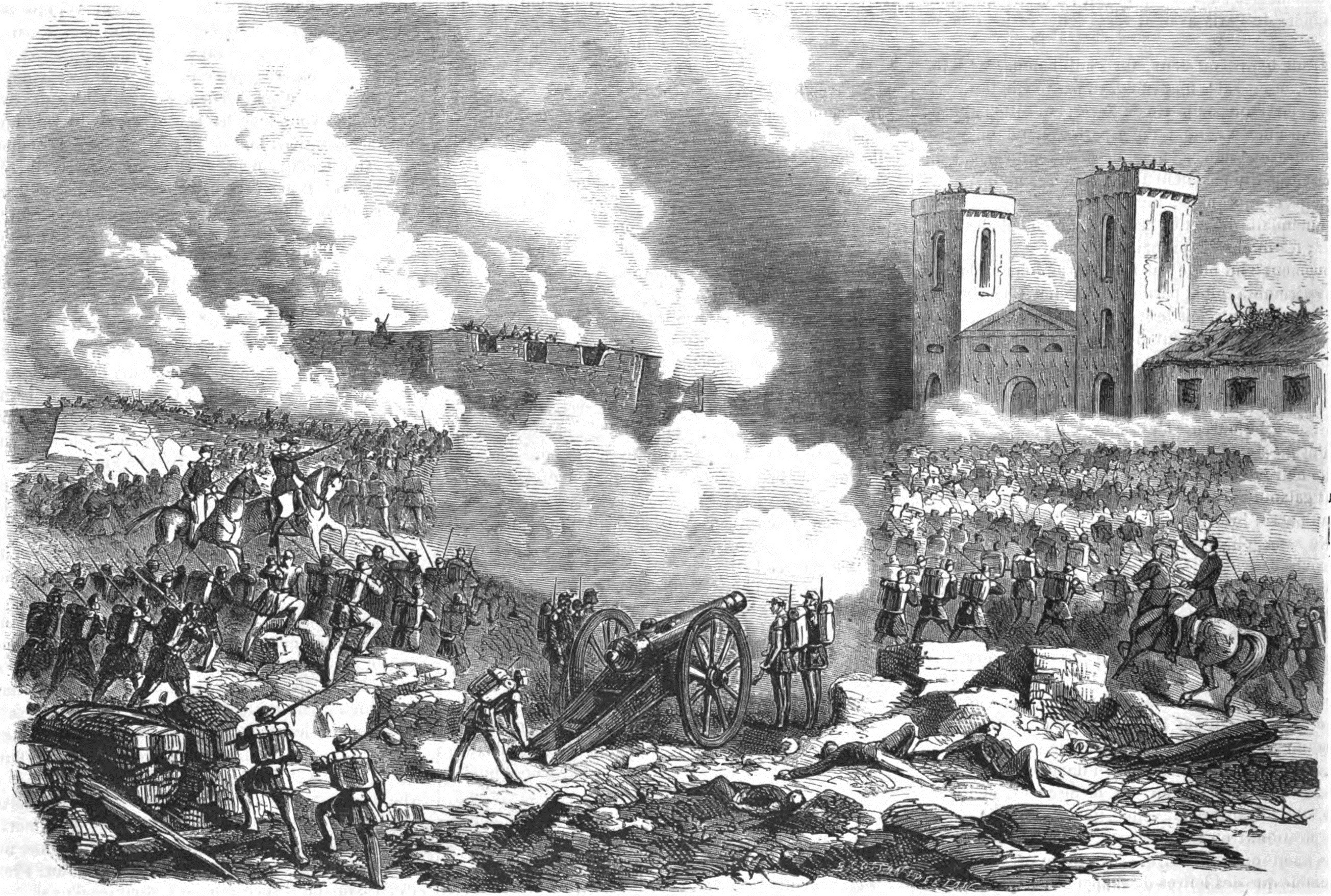
Campaña del Uruguay, toma de Paysandú (Campagne de l'Uruguay, prise de Paysandu), L'Illustration, 18 de marzo de 1865.

Durante los acontecimientos de la defensa de Paysandú Saldaña se quedó dentro de la ciudad sitiada en calidad de prisionero. Allí conoció de primera mano todos los acontecimientos sufridos por las fuerzas de Leandro Gómez y las peripecias de este acontecimiento.
El 1 de enero de 1865 el coronel Leandro Gómez lo visita en su cuarto y le pide que gestione una suspensión de hostilidades y una eventual capitulación ante las fuerzas sitiadoras comandadas en esa instancia por el general Gregorio Suárez.
Saldaña aceptó la misión y partió bajo promesa de regresar con una respuesta una vez que terminara su gestión tras las líneas de fuego. La respuesta fue que no se aceptaría más que la rendición incondicional de la plaza sitiada y tras hallarse libre entre los suyos, Saldaña, cumplió su promesa y en un gesto de honrada caballerosidad volvió a llevar la contestación a su carcelero y se internó nuevamente en su celda.
Pocas horas después Paysandú caería definitivamente y el general Suárez ordenaría fusilar al coronel Leandro Gómez.
Después de tales acontecimientos Saldaña sería ascendido a teniente coronel el 1 de marzo de 1865 y designado como Comandante Militar y Jefe Político del Salto.

## Jefatura política y Guerra de la Triple Alianza
Como Jefe Político del Salto le correspondió hacerse cargo de las tropas que el Brasil enviaba a través de esa ciudad con destino al Paraguay. Los soldados brasileros (muchos de ellos provenientes de zonas tropicales) se veían afectados por los cambios de temperatura y terminaban enfermando, lo que causó una serie de epidemias en la ciudad. El mismo Saldaña se vería al borde de la muerte en una ocasión debido a estas enfermedades.
En septiembre fue trasladado al escenario de operaciones de la Guerra de la Triple Alianza y allí participó del Sitio de Uruguayana.

## Revolución de las Lanzas
El 12 de octubre de 1868 es ascendido a coronel y sirve al Gobierno del entonces Presidente Lorenzo Batlle en la Revolución de las Lanzas liderada por el caudillo blanco Timoteo Aparicio.

## El Año Terrible
En enero de 1875 se produce una asonada en la Plaza Matriz en la que se enfrentan a balazos elementos de los denominados "principistas" contra los "candomberos". El enfrentamiento fue por la disputa de los votos para la elección de Alcalde Ordinario que tenía como candidato de los principistas, nada más y nada menos que a José Pedro Varela, el Reformador de la escuela uruguaya.
El 22 de enero de ese mismo año el presidente José Eugenio Ellauri es depuesto y Pedro Varela es nombrado Presidente de facto y luego ratificado por una Asamblea General depurada, ya que los representantes del principismo habían sido exiliados en la Barca Puig.
Durante estos acontecimientos Saldaña se encontraba en su estancia de Palomas ya que no adhirió al golpe de los candomberos. Allí lo visitó el coronel Lorenzo Latorre que entonces era Ministro de Guerra y Marina y le propuso un plan para deponer a Pedro Varela, convocar a nuevas elecciones y nombrar a Tomás Gomensoro como nuevo Presidente Constitucional y a cambio de su apoyo le prometía designarlo Jefe Político de Salto.
El plan no prosperó y Varela permaneció como Presidente un tiempo más.

## La Revolución Tricolor

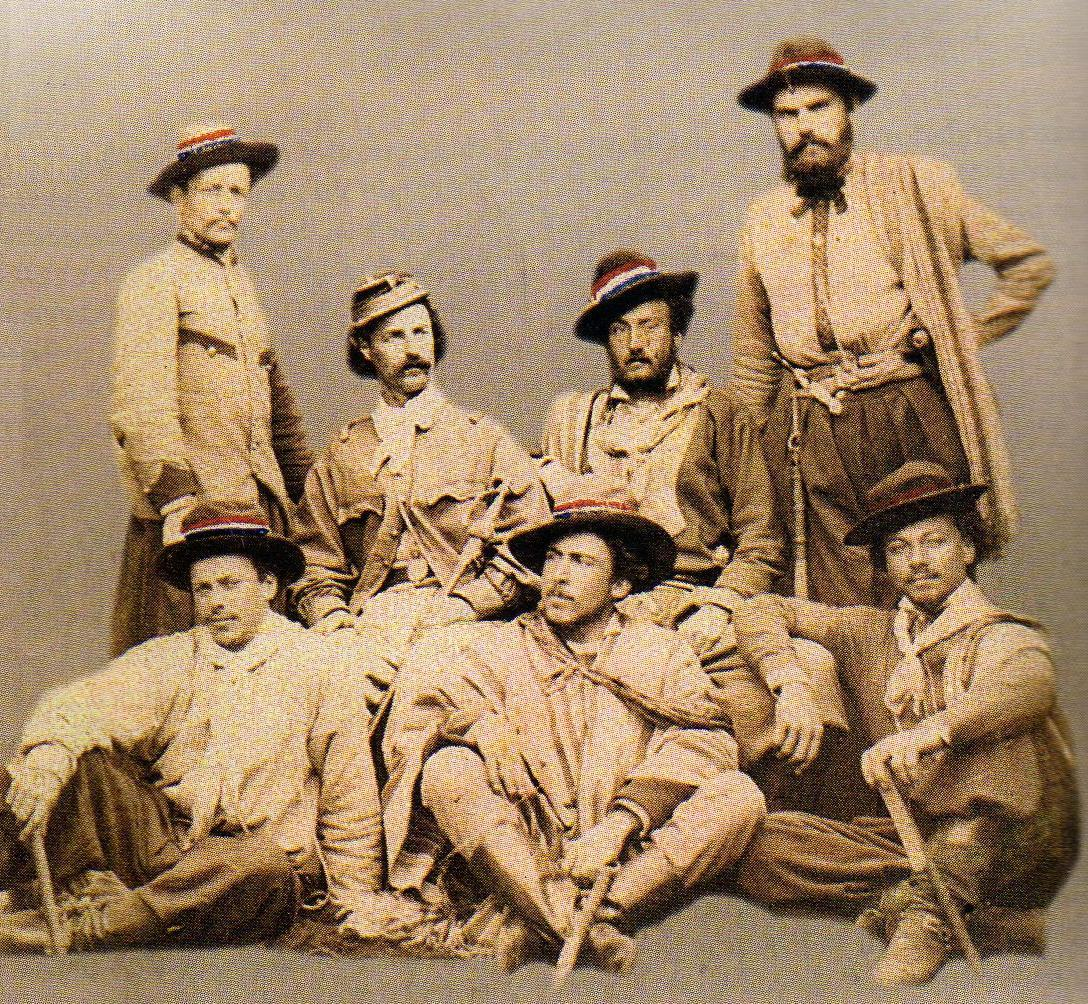
Soldados de la revolución Tricolor, 6 de noviembre de 1875

El gobierno de los candomberos y su discrepancia con los principistas se va haciendo cada vez más profunda. El 10 de mayo el coronel Julián de la Llana moviliza sus fuerzas y es sofocado por el Ejército del Gobierno en una semana. Poco después el coronel Ángel Muniz llega a tomar Melo y el coronel José María Pampillón toma Durazno; ambos corren la misma suerte y son derrotados por las Fuerzas del Gobierno.
Estos alzamientos no fueron más que las preliminares de la Revolución tricolor que llevó ese nombre porque no respondía a las tradicionales divisas partidarias (blanca y colorada) sino que buscaba ser un movimiento nacional de unidad y principios.
El 7 de septiembre el coronel Saldaña subleva la División Salto y en Laureles del Arapey realizó una proclama patriótica al tiempo que abría las puertas del país a todos los proscriptos y emigrados. El 27 del mismo mes el coronel Julio Arrúe desembarca en la playa de la Agraciada dando comienzo efectivo al movimiento revolucionario.
El 13 de octubre se encuentran en Palomas las fuerzas de Atanasildo Saldaña con el ejército del Gobierno que era comandado por el general Simón Martínez. El resultado de la batalla no es claro y ningún bando se adjudica la victoria, por lo que no puede identificarse un bando vencedor.
Un mes más tarde al llegar Martínez a Montevideo y entrevistarse con el ministro de Guerra coronel Lorenzo Latorre, éste le dijo:
"El gobierno esperaba tener la suerte de tomar prisionero a Saldaña. Si esto sucede, Ud. hubiera recibido la orden de formar la guarnición del Salto, y, en el centro de la plaza, hacer lancear por la espalda al traidor Saldaña." 
Vencido el movimiento insurrecto emigró a Argentina donde pasó 6 años, alternando su estadía entre Buenos Aires, Corrientes y Entre Ríos.

## Amnistía y muerte
En 1881 el Gobierno de Francisco Vidal decretó una amnistía general que benefició a Saldaña quien volvió al país y fue restituido en su antiguo grado militar, pero definitivamente caído en desgracia.
Se abstuvo de participar en política aunque apoyó al candidato civil y principista Julio Herrera y Obes, pero falleció el 6 de julio de 1889 sin haber podido ver victorioso a su candidato.